# کن کاکیتا
کن کاکیتا (ژاپنی: 垣田 健؛ زادهٔ ۱۰ سپتامبر ۱۹۷۰) یک بازیکن فوتبال اهل ژاپن است.
از باشگاه‌هایی که در آن بازی کرده‌است می‌توان به باشگاه فوتبال کاشیما آنتلرز اشاره کرد.